# John Irving
John Winslow Irving (née John Wallace Blunt Jr.; 2 de março de 1942) é um romancista e roteirista americano-canadense.
Irving alcançou aclamação da crítica e do público após o sucesso internacional de The World According to Garp em 1978. Muitos dos romances de Irving, incluindo The Hotel New Hampshire (1981), The Cider House Rules (1985), A Prayer for Owen Meany (1989) e A Widow for One Year (1998), foram best-sellers. Ele ganhou o Oscar de Melhor Roteiro Adaptado no 72.º Oscar (1999) por seu roteiro de The Cider House Rules.
Cinco de seus romances foram adaptados para o cinema (Garp, Hotel, Meany, Cider, Widow). Vários dos livros de Irving (Garp, Meany, Widow) e contos foram ambientados na Phillips Exeter Academy, na cidade de Exeter, New Hampshire.

## Obras
- Setting Free the Bears (1968)
- The Water-Method Man (1972)
- The 158-Pound Marriage (1974)
- O estranho mundo de Garp - no original The World According to Garp (1978)
- The Hotel New Hampshire (1981)
- The Cider House Rules (1985)
- A Prayer for Owen Meany (1989)
- A Son of the Circus (1994)
- The Imaginary Girlfriend (não-ficção, 1995)
- Trying to Save Piggy Sneed (colectânea, 1996)
- A Widow for One Year (1998)
- My Movie Business (não-ficção, 1999)
- The Cider House Rules: A Screenplay (1999)
- The Fourth Hand (2001)
- A Sound Like Someone Trying Not to Make a Sound (2004)
- Until I Find You (2005)
- Last Night in Twisted River (2009)
- In One Person (2012)
- Avenue of Mysteries (2015)[3]

## Filmografia
Estes filmes basearam-se na escrita de Irving:
- The World According to Garp (1982)
- The Hotel New Hampshire (1984)
- Simon Birch (1998) (based on A Prayer For Owen Meany)
- The Cider House Rules (1999)
- The Door in the Floor (2004) (from A Widow for One Year)